# Tropodiaptomus simplex
Tropodiaptomus simplex là một loài giáp xác trong họ Diaptomidae.